# Columbus utca
A Columbus utca Budapest XIV. kerületének egyik mellékutcája. A Szugló utca és a Kacsóh Pongrác út között húzódik. Nevét 1887-ben kapta.

## Története
Az Amerikai úti telkek keresztirányú megosztásával jött létre az Erzsébet királyné útja és a Thököly út között. 1928-tól a Szugló utcáig, 1935-től a Kacsóh Pongrác útig húzódik. 1873-ban Budapest létrejöttekor a VII. kerületének része volt. Az utca 1935. június 15-én az újonnan létrehozott XIV. kerület része lett. A Kacsóh Pongrác út és a Thököly út között Herminamező, a Szugló utcáig Törökőr városrészhez tartozik.
Az utca névadója Kolumbusz Kristóf (1451–1506) genovai tengerésztiszt, felfedező. Az utca neve előfordul Kolumbusz utca alakban is de napjainkban is a Columbus utca alak a hivatalos elnevezés.

### Híres lakói
- Andrássy Aladár (1827–1903) nagybirtokos, honvéd őrnagy (62.)
- G. Dénes György (1915–2001) Kossuth-díjas dalszövegíró, zeneszerző (64.)
- Gordon Zsuzsa (1929–2015) Jászai Mari-díjas színésznő (54/a)
- Hein János (1905–1949) közgazdász, újságíró (2/a)[1]
- Huszárik Kata (1971) Jászai Mari-díjas színésznő (38.)[2]
- Huszárik Zoltán (1931–1981) filmrendező (38.)[2]
- Nagy Anna (1940) Jászai Mari-díjas színésznő (38.)[2]
- Puskás Ferenc (1927–2006) labdarúgó, az Aranycsapat csapatkapitánya, a Nemzet Sportolója (57/a)
- Wihart Ferenc (1881–1960) építészmérnök, építőmester (33.)
- Zelk Zoltán (1906–1981) Kossuth-díjas költő, prózaíró (54/b)

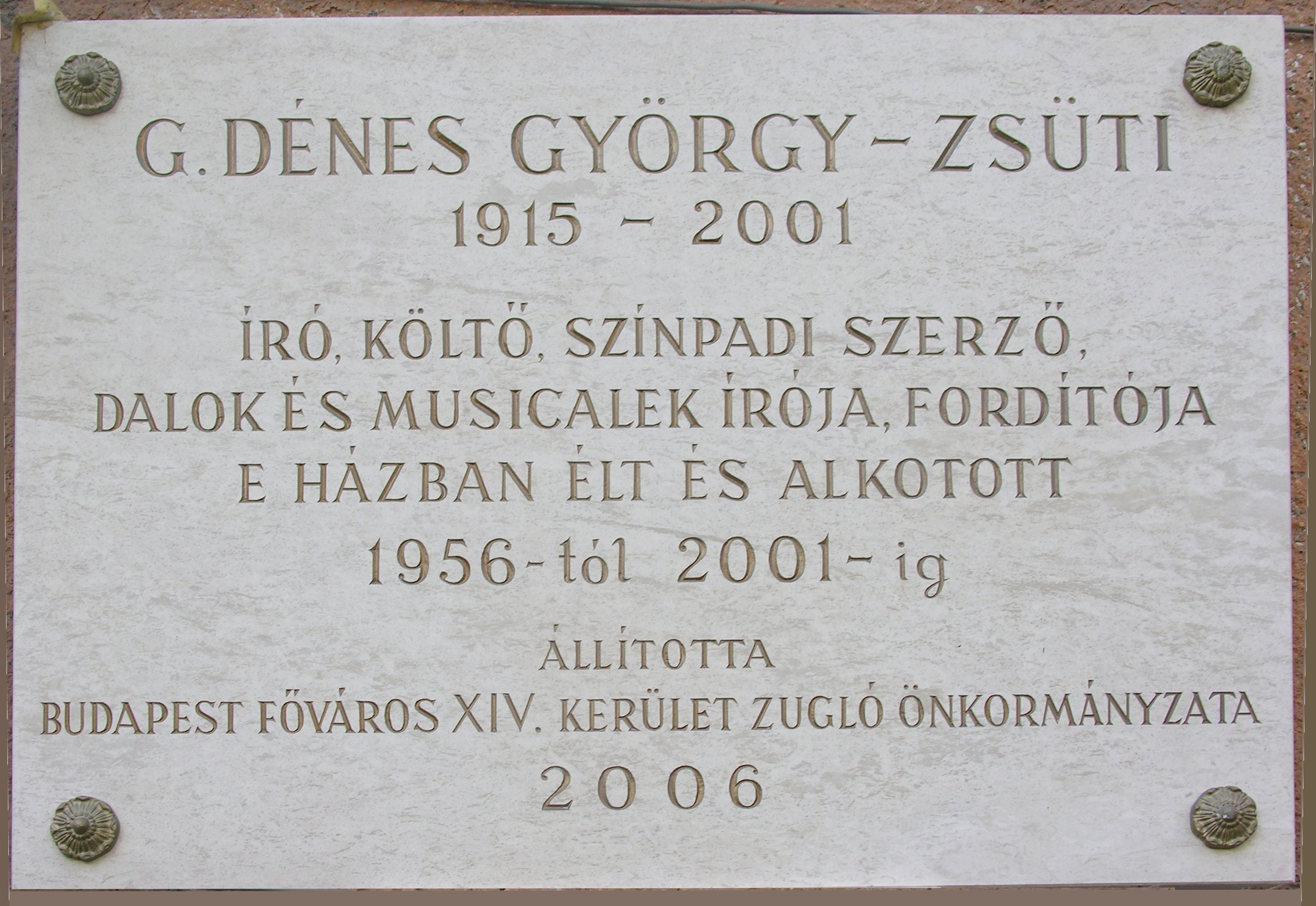
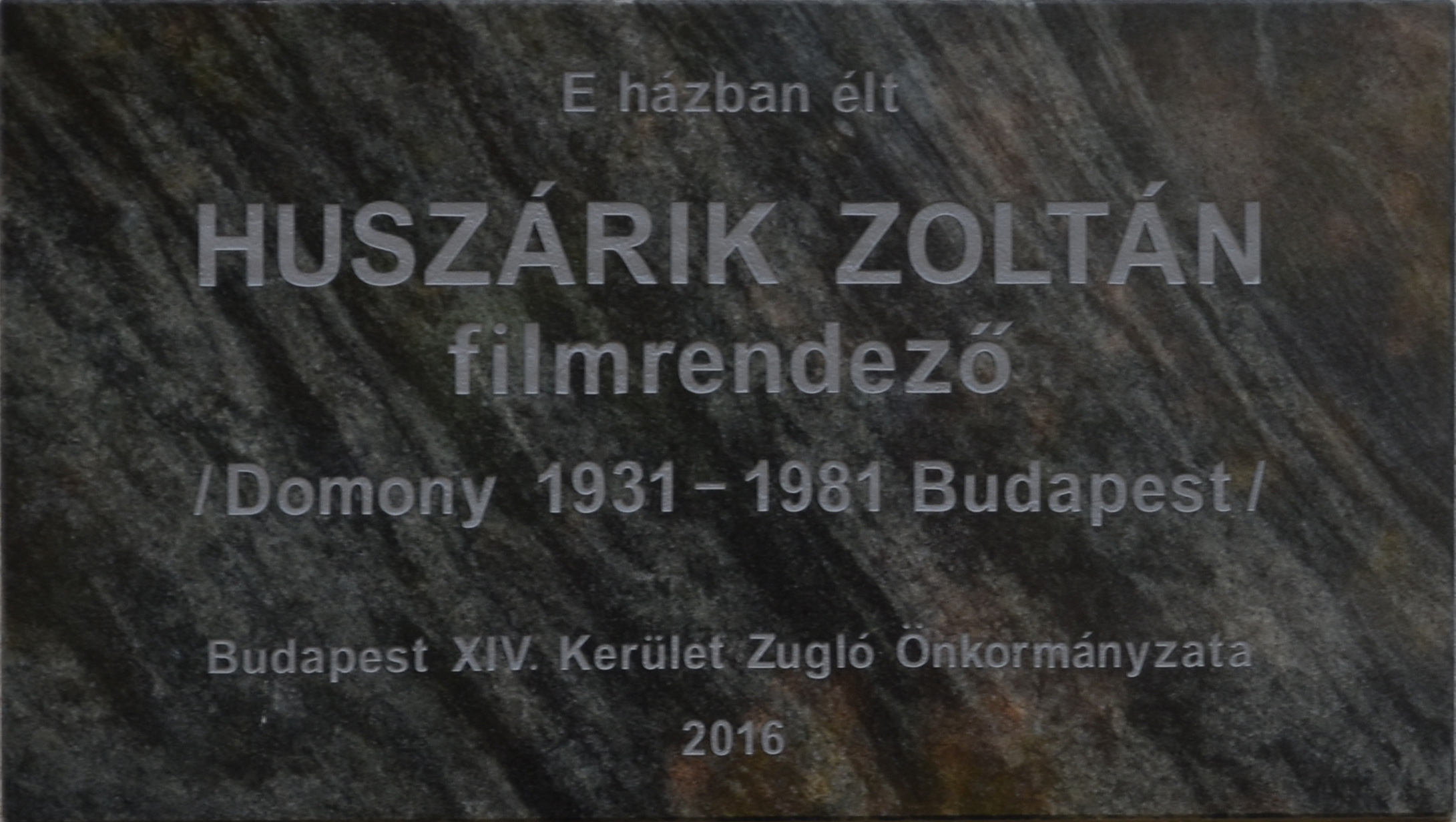
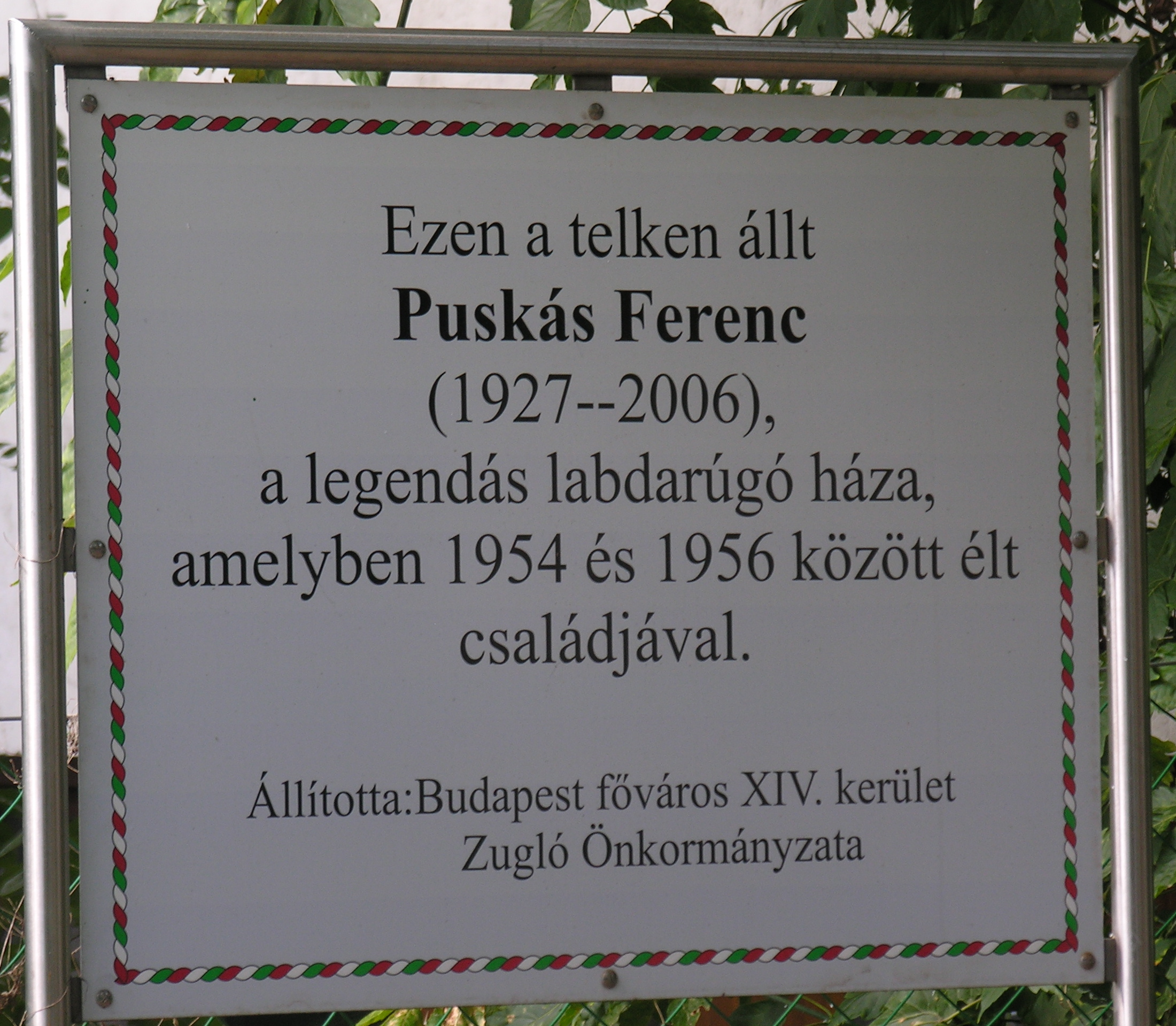

## Épületei
1. Régi ipari épületkomplexum (3 épület)
Épült 1913-ban. Színházi díszletraktárként működik.
33. Családi ház
1927-ben épült családi ház tervezője és tulajdonosa Wihart Ferenc építész, a Kassai téri Szentlélek templom kivitelezője.
47. Családi ház
Az 1913-ban már álló családi ház tervezője és tulajdonosa Holetschny Rajmund építész.
54/a–b Ikervilla
1941–42-ben épült kétemeletes modern ikervilla. Érdekessége az art déco háromrészes, üvegezett, fa rácsos kapuzat és márvány mozaik a lépcsőház padlóján.
58. Családi ház
1902-ben épült Zolnay István tervei alapján Winkelhofer Mátyás cipőkereskedő részére. 1938-ban az akkori tulajdonos Patz Antal átépítette Erhardt Ernő tervei alapján.
62. Egykori nyaraló
1867-től a telek tulajdonosa Andrássy Aladár volt. 1880 körül épített itt nyaralót, amelyben rendszeres vendég volt Erzsébet királyné.